# Jean-Luc Lagarce
Jean-Luc Lagarce (Héricourt, 14 febbraio 1957 – 30 settembre 1995) è stato un attore, regista e scrittore francese.
In Francia risulta essere l'autore contemporaneo messo maggiormente in scena, e tra gli autori teatrali di tutti i tempi è il terzo dopo Shakespeare e Molière.  I suoi testi sono stati tradotti e messi in scena in diverse lingue.

## Biografia
Autore e produttore, fondò il "Teatro della Roulotte" nel 1978. Morì precocemente a 38 anni, colpito dall'AIDS, come altri due importanti drammaturghi francesi delle generazioni precedenti: Copi e Bernard-Marie Koltès.

## In Italia
In Italia l'opera di Lagarce è poco conosciuta. Il 22 settembre 1998 all'interno del Festival Intercity Paris al Teatro della Limonaia di Sesto Fiorentino debutta in Prima nazionale "Le regole del saper vivere nella società moderna" per la regia di Barbara Nativi con Simona Arrighi protagonista e per la traduzione di Angela Antonini e Renata Palminiello. Il testo è stato poi pubblicato in italia nel 2000 all'interno di Publication Intercity Plays n-4.
Il 27 gennaio 2009 è stata portata in scena al Piccolo Teatro di Milano una sua opera per la prima volta in Italia: I Pretendenti, per la regia di Carmelo Rifici, allievo di Luca Ronconi. Sempre nel 2009 la casa editrice Ubulibri ha pubblicato il volume "Teatro I" che comprende le opere "Ultimi rimorsi prima dell'oblio", "Giusto la fine del mondo", "I pretendenti" e "Noi, gli eroi".

## Opere teatrali
- Tome I
  - Erreur de construction, 1977;
  - Carthage, encore, 1978;
  - La Place de l'autre, 1979;
  - Voyage de Madame Knipper vers la Prusse Orientale, 1980;
  - Ici ou ailleurs, 1981;
  - Les Serviteurs, 1981;
  - Noce, 1982.
- Tome II
  - Vagues souvenirs de l'année de la peste, 1982;
  - Hollywood, 1983;
  - Histoire d'amour (repérages), 1983;
  - Retour à la citadelle, 1984;
  - Les Orphelins, 1984;
  - De Saxe, roman, 1985;
  - La Photographie, 1986.
- Tome III*
  - Derniers remords avant l'oubli, 1987;
  - Music-hall, 1988;
  - Les Prétendants, 1989;
  - Juste la fin du monde, 1990;
  - Histoire d'amour (derniers chapitres), 1990;
- Tome IV
  - Les règles du savoir-vivre dans la société moderne, 1993;
  - Nous, les héros, 1993;
  - Nous, les héros (versione senza il personaggio del padre), 1993;
  - J'étais dans ma maison et j'attendais que la pluie vienne, 1994;
  - Le Pays lointain, 1995.
- Opere messe in scena e non pubblicate
  - La bonne de chez Ducatel, 1977;
  - Les Solitaires intempestif, 1987.

### Altre opere
- - Quichotte, 1989 (libretto d'opera)
  - Retour à l'automne (sceneggiatura, coautore Gérard Bouysse)
  - Le Bain, 1993 (racconto)
  - L'Apprentissage, 1993, récit
  - Le Voyage à la Haye, 1994 (racconto)
  - Du luxe et de l'impuissance, 1994 (raccolta di undici articoli ed editoriali)
  - Théâtre et Pouvoir en Occident (saggio)
  - Journal, Les Solitaires Intempestifs, I, 1977 - 1990 e II 1990 - 1995 (diario)